# Niwa (Tarnobrzeg)
Pour les articles homonymes, voir Niwa.
Niwa est une localité polonaise de la gmina de Grębów, située dans le powiat de Tarnobrzeg en voïvodie des Basses-Carpates.